# Sympetrum signiferum
Sympetrum signiferum is een libellensoort uit de familie van de korenbouten (Libellulidae), onderorde echte libellen (Anisoptera).
De wetenschappelijke naam Sympetrum signiferum is voor het eerst geldig gepubliceerd in 1991 door Cannings & Garrison.